# Dasyhelea oppressa
Dasyhelea oppressa är en tvåvingeart som beskrevs av Thomsen 1935. Dasyhelea oppressa ingår i släktet Dasyhelea och familjen svidknott. Inga underarter finns listade i Catalogue of Life.